# Podzemlje (1995.)
Podzemlje (eng. Underground, znan i kao Bila jednom jedna zemlja) je crnohumorna antiratna drama iz 1995. koju je režirao Emir Kusturica u srpsko-francusko-njemačko-mađarskoj koprodukciji. Sam film traje 3 sata, a kasnije je skovan u 5-satnu redateljsku verziju u obliku mini-serije pod naslovom "Bila jednom jedna zemlja". Radnja se odvija oko skupine ljudi koja se skriva i živi u podzemlju od 1940-ih do 1990-ih jer misli da Drugi svjetski rat nikada nije završio zbog varke jednog od njihovih prijatelja (Miki Manojlović).
Film je bio dosta kontroverzan u vrijeme premijere zbog groteskno-simboličnog pogleda na zadrtost nekih mitova SFR Jugoslavije i njen raspad. Ipak, kritičari u Cannesu su priču interpretirali kao antiratnu alegoriju te film nagradili Zlatnom palmom, čime je Emir Kusturica postao jedan od samo šestero redatelja koji su ikada osvojili tu nagradu dva puta.

## Radnja
Beograd, 1941. Marko i Petar "Crni" su najbolji prijatelji. Međutim, dok je spavao s debelom prostitutkom, Marko je čuo eksplozije. Treći Reich započeo je bombardiranjem Beograda rat koji se proširio po cijeloj Jugoslaviji. Marko ima bunker u svojoj kući te se tamo sakrije s Petrom. Međutim, obojica su zaljubljeni u glumicu Nataliju. Stoga Marko odluči izmisliti prevaru: brat Ivan, Petar i još dvadesetak ljudi odlazi se sakriti u bunker, no Marko im govori da Drugi svjetski rat traje i godinama nakon 1945., kako bi bio s Natalijom vani, na površini. 
Godina je u međuvremenu 1961., a Marko i dalje govori skupini u bunkeru da rat još traje. Također ih iskorištava da dalje proizvode oružje, koje on pak prodaje za svoj osobni profit. S druge strane, vanjskom svijetu je proširio mit da je Petar poginuo kao partizan. Sumnjičavi Petar i njegov sin Jovan po prvi put na vlastitu odgovornost ponovno izlaze van na površinu te započne "borbu" s nacistom, zapravo glumcem koji se našao na setu partizanskog filma. No Jovan se utopi a Petar misli da je nestao. Ivanov čimpanza slučajno s tenkom napravi rupu u bunkeru, pri čemu svi izađu na površinu.
1992. traju ratovi u bivšoj Jugoslaviji. Petar i dalje vodi rat protiv svakoga, provevši gotovo cijeli život u ratnom stanju, još uvijek tražeći sina Jovana. Marko je u kolicima te nastavlja vezu s Natalijom i trgovanju oružjem. Petrovi vojnici ubijaju Marka i Nataliju jer su ratni profiteri. Kada Petar to otkrije, počini samoubojstvo. U nadrealnom kraju, ljudi slave na otoku. 

## Glumci
- Miki Manojlović - Marko Dren
- Predrag Zagorac - Tomislav
- Lazar Ristovski - Petar "Crni" Popara
- Mirjana Joković - Natalija Zovkov
- Slavko Štimac - Ivan Dren
- Ernst Stötzner - Franz
- Srđan Todorović - Jovan Popara
- Mirjana Karanović - Vera
- Danilo Bata Stojković - Djed
- Bora Todorović - Golub
- Davor Dujmović - Bata

## Nagrade
- Osvojena nagrada Zlatna palma u Cannesu

## Reakcije
Nakon premijere filma, Kusturica je bio toliko uznemiren optužbama pojedinih francuskih intelektualaca da "Underground" sadrži srpsku propagandu da je 1995. čak izjavio da se povlači iz filmskog stvaralaštva. Međutim, ipak je kasnije nastavio režirati. Filozof Alain Finkielkraut kritizirao je žiri u Cannesu što je nagradio film pošto je našao elementu u njemu koji promoviraju održavanje Jugoslavije. Le Monde je pisao da je film dijelom sniman u Beogradu, čime su se kršile sankcije UN-a protiv SR Jugoslavije, te da je financiran srbijanskim sredstvima.
Slavoj Žižek i francuski pisac Bernard-Henri Lévy su jednom prilikom raspravljali o filmu i njegovom značenju.

## Kritike
Filmski leksikon zapisao je sljedeće o filmu:
"Grotesknu alegorijsku priču o raspadu Jugoslavije Emir Kusturica režirao je sa znatnim primjesama nadrealizma, koje upućuju na apsurdnost povijesnih zbivanja o kojima film govori. Marko podražava zračne napade kako bi podzemni radnici i dalje vjerovali njegovim pričama, a lajtmotiv ciganskog benda, koji sviranjem uveličava svečanosti, pridonosi ritmičnosti i sugerira stalnost (iskvarenih) međuljudskih odnosa."
Ed Gonzalez je zapisao:
"Tako počinje Kusturičina parabola o samo-uništenju, bunovno metaforična, emotivno bolna i razarajuća kronika o predviđanju smrti. Kusturica stvara prvi dio filma u obliku apokaliptične blokovske zabave. Od početka, film je testament ljudskoj ustrajnosti...Obiteljski rat između "Crnog" i Marka je rat između Bosne i Srbije. Za Kusturicu, obitelj je država a treći dio "Podzemlja" postavlja gnjev "Crnog" protiv svojeg "brata" Marka u obliku razarajućeg scenarija sudnjeg dana."
Frederic i Mary Ann Brussat su u svojoj recenziji zapisali:
"Ova metafora je suhi komentar na restriktivnu izoliranost u komunističkoj Jugoslaviji pod Titom. "Podzemlje" se samo može preporučiti pustolovnim ljubiteljima filma. Ono nudi šašav pogled na prevarantski put politike u Jugoslaviji koja je dovela do izbijanja ratova 1992."

## Vanjske poveznice
- Podzemlje u internetskoj bazi filmova IMDb-a
- Podzemlje na Rotten Tomatoes